# Helmholtz-Gymnasium Essen
Das Helmholtz-Gymnasium liegt im Essener Stadtteil Rüttenscheid. An dem 1864 gegründeten Gymnasium werden aktuell etwa 1000 Schüler von 80 Lehrern unterrichtet. Das Helmholtz-Gymnasium ist eine Eliteschule des Sports. Zusammen mit der Elsa-Brändström-Realschule ist es Partnerschule des Sportinternats Essen.
Die Schüler haben die Möglichkeit eine Sportklasse zu besuchen. Außerdem kann man in der Oberstufe einen speziellen Sportzweig belegen.
Im Jahr 2019 gewann die Schule (Klasse 6e) bei der Quizsendung Die beste Klasse Deutschlands.

## Geschichte
Die Schule wurde im Jahr 1864 als Realschule II. Ordnung (ohne Latein) gegründet. Sie bezog 1869 einen Neubau am Steeler Tor. 1879/80 wurde die Schule dann in eine Realschule I. Ordnung umgewandelt und ab 1883 als Realgymnasium bezeichnet. Nach der Abtrennung der Realschule (später Humboldt-Schule) im Jahr 1893 wurde 1899 ein Neubau in der Heinickestraße bezogen.
Es erfolgte im Jahr 1922 die Benennung als Helmholtz-Realgymnasium. Damit wurde der Physiker Hermann von Helmholtz Namensgeber. Im Zweiten Weltkrieg wurde 1943 das Schulgebäude zerstört.
Das heutige Schulgebäude an der Rosastraße wurde 1958 bezogen. Nachdem im Rahmen des Landesschulversuchs Sportgymnasien ein neuer Schwerpunkt auf den Sport gesetzt worden war, war es ab 1972 durch die Reform der gymnasialen Oberstufe möglich, einen Leistungskurs Sport zu belegen. Die Koedukation wurde 1976 durch Aufnahme von Mädchen in die Klassen 5 und 10 eingeführt.

## Bekannte Lehrer
- Karl Bamler (1865–1926), Luftfahrtpionier und Meteorologe
- Petre Ivănescu (1936–2022), Handballer und Handballtrainer
- Wingolf Scherer (1924–2022), Offizier, Lehrer und Autor
- Hans Spiecker (1891–1968), Schuldirektor (1947–1956) und Politiker

## Ehemalige Schüler des Helmholtz-Gymnasiums Essen (Auswahl)
- Helmut Dalitz (* 1962), Biologe und Leiter der Hohenheimer Gärten
- Fritz Funke (1888–1975), Aufsichtsratsvorsitzender der Essener Actien-Bierbrauerei, der späteren Stern-Brauerei
- Fritz Gummert (1895–1963), Industrieller
- Otto Dietrich (1897–1952), Staatssekretär im Nationalsozialismus
- Paul Klinger (1907–1971), Filmschauspieler
- Helmut Käutner (1908–1980), Regisseur
- Erich Grauheding (1911–2000), Jurist
- Jean Sprenger (1912–1980), Bildhauer
- Gerd Uffelmann (1912–1999), Jurist und Pharmazeut
- Jürgen Lodemann (* 1936), Schriftsteller und Fernsehjournalist
- Wolfhart Henckmann (* 1937), Philosoph und Hochschullehrer
- Peter Schöttler (* 1950), Historiker
- Piet Klocke (* 1957), Kabarettist
- Christian Keller (* 1972), Schwimmer und vierfacher Olympiateilnehmer
- Sebastian Siebrecht (* 1973), Schachspieler
- Jens Geier (* 1961), Mitglied des Europäischen Parlaments